# 瑞美行道会
瑞美行道会（Swedish Evangelical Mission Covenant Church of Ameica）是瑞典裔美国人的信义宗教会建立的一个海外传教机构。
瑞美行道会在1891年进入中国传教。传教区域位于湖北省西北部。该差会第一个建立的传教站位于樊城（1891年），第二个是汉水对岸的襄阳府（1900年）。20世纪初，差会又建立了另外三个传教站：南漳县（1905年）、荆门州（1907年）和荆州府（1908年）。
1919年，瑞美行道会差会在华传教士25人，1919年瑞美行道会在华受餐信徒1933人，全部分布在湖北省。